# گو جه یی
گو جه یی (کره‌ای: 구재이؛ زادهٔ گو اون ئه در ۲۸ فوریه ۱۹۸۶) بازیگر و مدل اهل کره جنوبی است. گو در ابتدا به عنوان مدل فعالیت می‌کرد پیش از اینکه در سال ۲۰۱۲ بازیگری را آغاز کند. او بیشتر به خاطر ایفای نقش در مجموعه‌های تلویزیونی آقایان مغازه خیاطی وول‌گه‌سو (۲۰۱۶–۲۰۱۷) و معشوقه (۲۰۱۸) شناخته می‌شود.

## فیلم‌شناسی

### فیلم
| سال  | عنوان                | نقش | توضیحات                                    |
| ---- | -------------------- | --- | ------------------------------------------ |
| ۲۰۰۵ | سئول رایدرز          | مدل | Non-acting cameo حضور تحت عنوان گو اون ئه  |
| ۲۰۱۲ | منو یادت هست؟ سه‌بعدی |     | فیلم کوتاه سه‌بعدی حضور تحت عنوان گو اون ئه |

### مجموعه تلویزیونی
| سال  | عنوان                                     | نقش          | توضیحات                               |
| ---- | ----------------------------------------- | ------------ | ------------------------------------- |
| ۲۰۱۲ | باران عشق                                 | مدل          | حضور افتخاری حضور تحت عنوان گو اون ئه |
| ۲۰۱۲ | درامای ویژه کی‌بی‌اس: گزارش اکولوژی تالاب‌ها | یون جونگ     | حضور تحت عنوان گو اون ئه              |
| ۲۰۱۳ | بزرگ‌ترین چیز در جهان                      | سو یو ری     | حضور تحت عنوان گو اون ئه              |
| ۲۰۱۳ | آژانس دوستی سیرانو                        | دوک‌گو می جین | حضور تحت عنوان گو اون ئه              |
| ۲۰۱۴ | انتقام فرشته                              | پارک چه رین  | حضور تحت عنوان گو اون ئه              |
| ۲۰۱۴ | درامای ویژه کی‌بی‌اس: عشق زشت               | سونگ یون یی  |                                       |
| ۲۰۱۵ | بهت دستور می‌دم                            | آه دا هوا    |                                       |
| ۲۰۱۵ | اوه روح من                                | وانگ جو      | حضور افتخاری (قسمت ۱)                 |
| ۲۰۱۵ | آخرین                                     | یون جونگ مین |                                       |
| ۲۰۱۶ | کارآگاه خون‌آشام                           | یون سول آه   | حضور افتخاری (قسمت ۵)                 |
| ۲۰۱۶ | آقایان مغازه خیاطی وول‌گه‌سو                | مین هیو جو   |                                       |
| ۲۰۱۸ | معشوقه                                    | دو هوا یونگ  |                                       |
| ۲۰۱۸ | دوست‌داشتنی وحشتناک                        | روح تقلبی    | حضور افتخاری                          |